# البريد الصيني
تشاينا بوست ، الاسم الكامل تشاينا بوست جروب كوربوريشن ، هي المؤسسة المملوكة للدولة التي تدير الخدمة البريدية الرسمية للصين ، والتي تقدم الخدمة في البر الرئيسي للصين ، باستثناء مناطقها الإدارية الخاصة ، وهونغ كونغ وماكاو ، التي لها خدمة بريدية مستقلة بعيدة عن البر الرئيسى. تشارك المؤسسة رسميًا مكتبها مع مكتب الدولة للبريد الحكومي على مستوى الوزارة الفرعية الذي ينظم صناعة البريد الوطنية بما في ذلك المؤسسة نظريًا.

## الهيكل التنظيمي

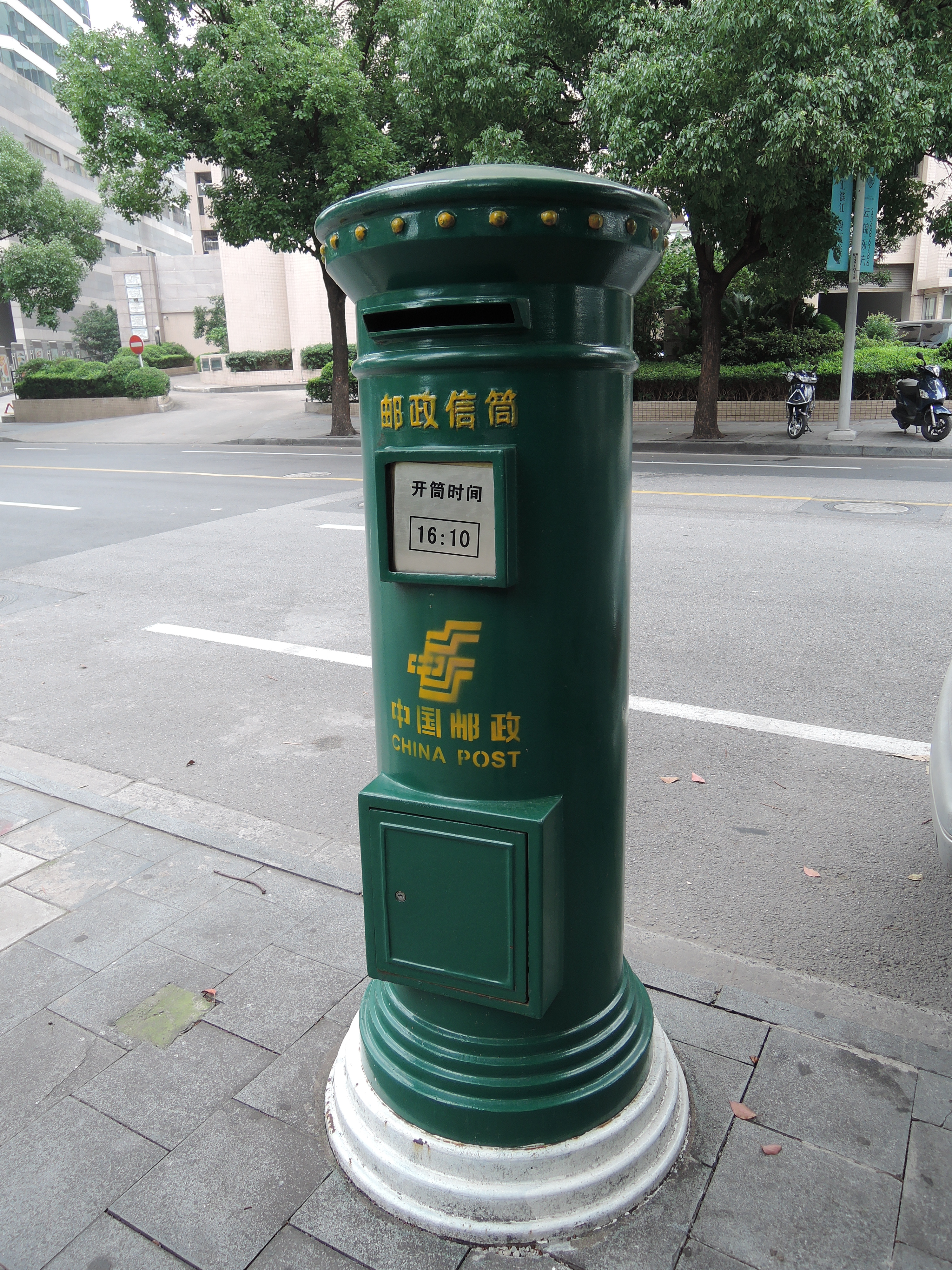
صندوق بريد الصين في شنغهاي

يتم تنظيم مشاركة الصين على طول الهيكل التنظيمي التالي.
| # | قسم، أقسام                 | وصف |
| - | -------------------------- | --- |
| 1 | مكتب عام                   | مسؤولة عن استراتيجيات وسياسات البحوث البريدية الجديدة ، والتنسيق ، والإعلام والدعاية ، وردود الفعل ، والشكاوى وقضايا السلامة والأمن. |
| 2 | قسم إدارة قطاع البريد      | مسؤولة عن تنظيم السوق البريدية وصياغة القوانين واللوائح البريدية.                                                                    |
| 3 | قسم طوابع البريد           | المسؤول عن قضية قسائم البريد والخدمات الطوابع.                                                                                       |
| 4 | قسم التخطيط والمالية       | مسؤولة عن التمويل ، والأصول المملوكة للدولة وتطوير التقنيات البريدية.                                                                |
| 5 | قسم الخدمة العامة          | مسؤولة عن جودة الخدمة البريدية. |
| 6 | قسم تشغيل طرق البريد       | مسؤولة عن بناء وتشغيل طرق البريد والقضايا اللوجستية.                                                                                 |
| 7 | إدارة التعاون الدولي       | مسؤولة عن إدارة الشؤون والخدمات البريدية الدولية.                                                                                    |
| 8 | قسم شؤون الموظفين والتعليم | مسؤولة عن الموظفين ، ودفع الدخل وتعليم الموارد البشرية في القطاع البريدي.                                                            |

- مكاتب البريد على مستوى المقاطعة ، ومنطقة الحكم الذاتي ، ومستوى البلدية (31)
- مكاتب البريد في عواصم المحافظات وغيرها من المدن الكبرى

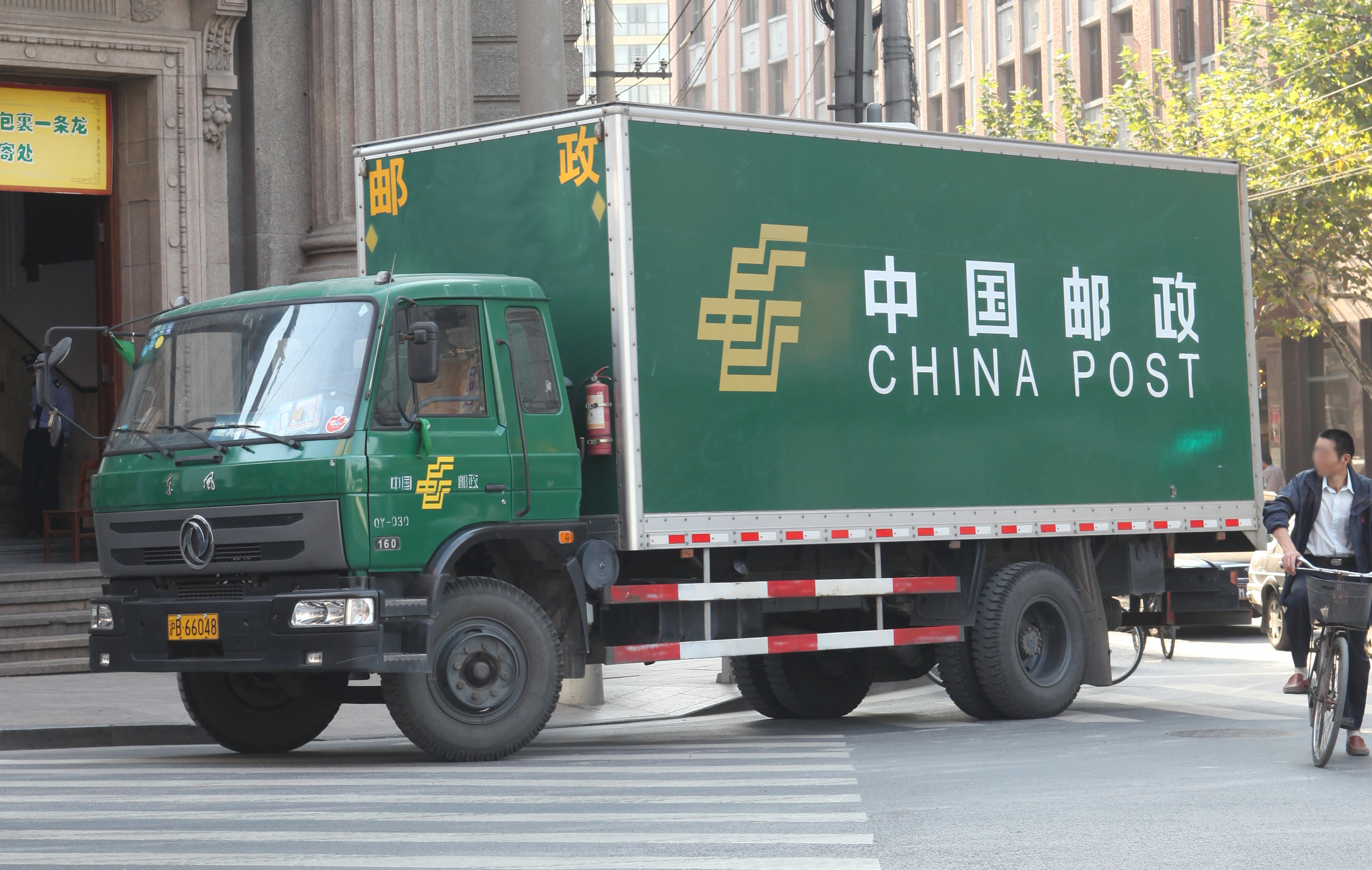
شاحنة بريد

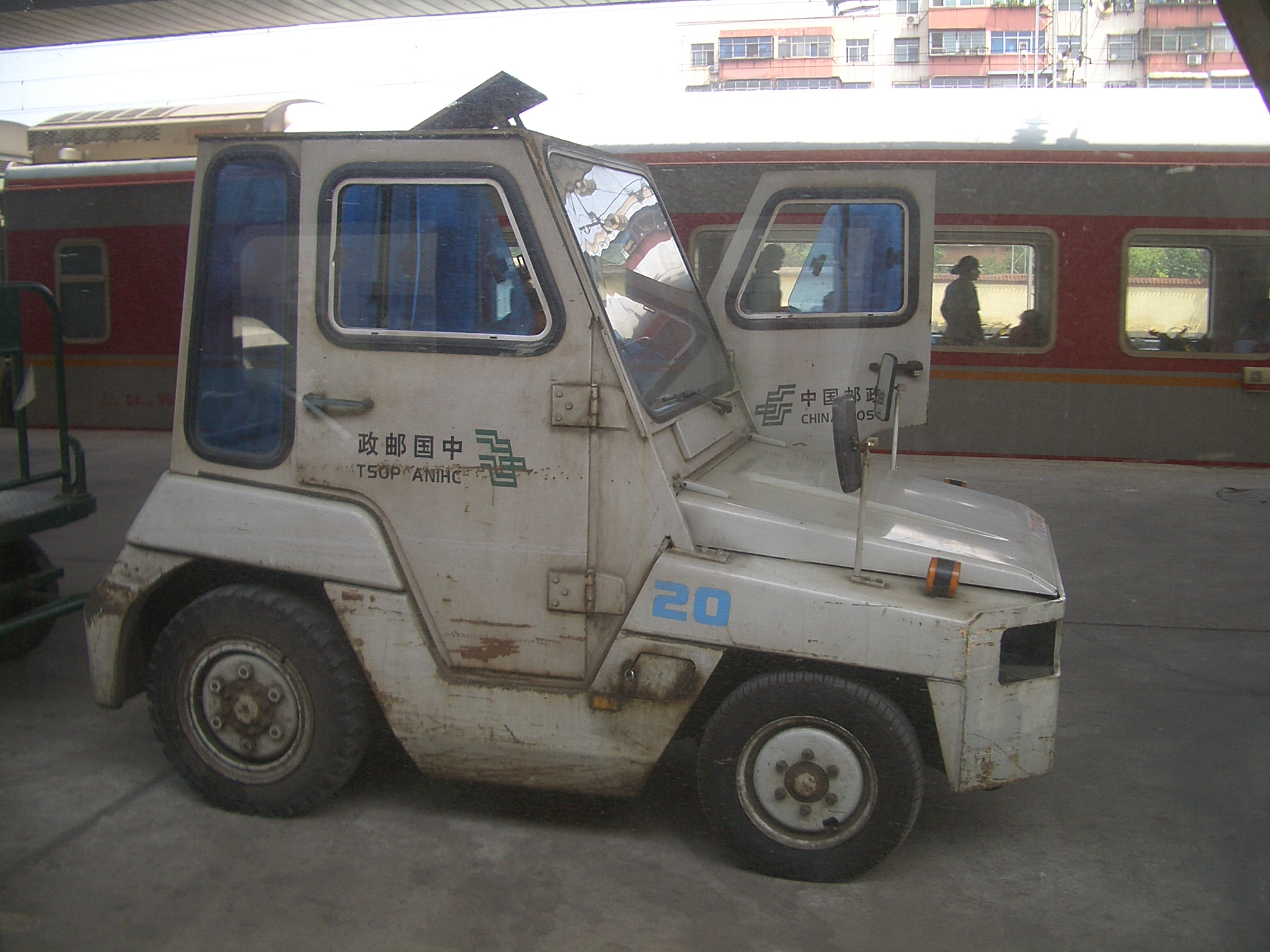
سيارة سحب مقطورات بريدية مع البريد ، في محطة القطار

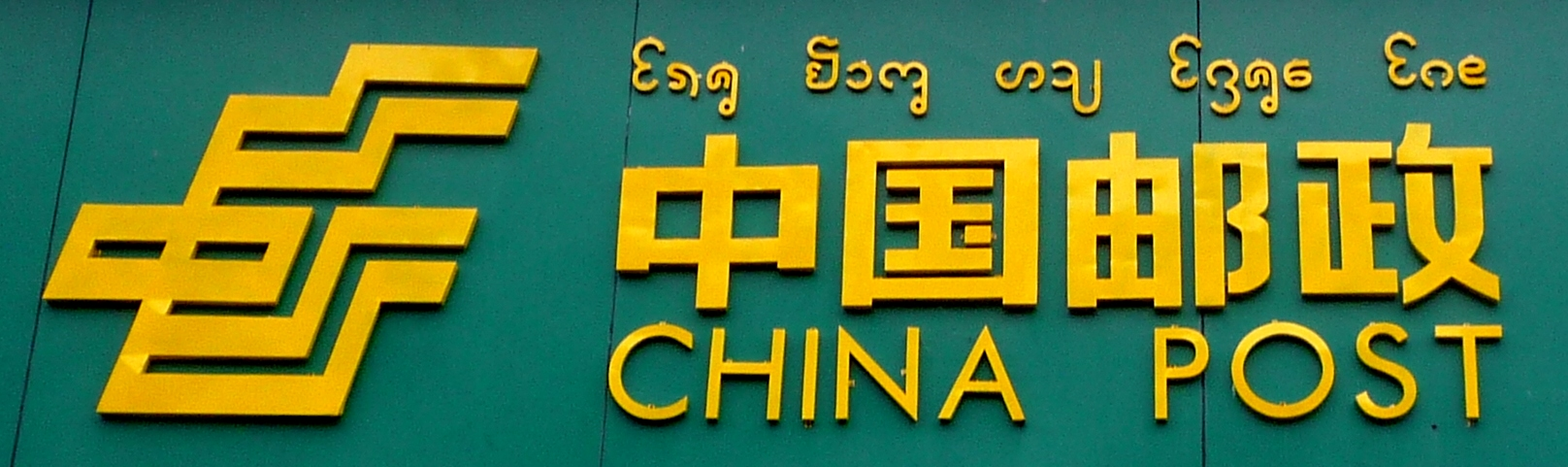
China Post logo مع (جديد) تاي لو النصي في موهان ، يونان

- مكاتب البريد على مستوى المحافظة

## روابط خارجية
- بريد الصين (بالصينية)
- بريد الصين (بالإنجليزية)
- الصين حاليا تتبع الطرود الدولية (بالصينية)
- شركة بريد الصين إكسبرس والخدمات اللوجستية (بالإنجليزية)
- مكتب بريد جمهورية الصين الشعبية ، بريد الصين (بالصينية)
- رسالة من المدير العام
- تقديم ملاحظات إلى مدير السكرتير Ma Junshang (بالصينية)
- التاريخ البريدي الإمبراطوري الصين
- الصين بوست تتبع و Infoportal لألمانيا (بالألمانية)